# 13-й батальон лёгкой пехоты «Шавнабада»
13-й легкий пехотный батальон «Шавнабада» (груз. მე-13 "შავნაბადა"-ს მსუბუქი ქვეითი ბატალიონი), также известный как (официальное название) 13-й легкий пехотный батальон (ранее 113-й мотопехотный батальон) — воинская единица в вооруженных силах Грузии.

## Наименование
Батальон назван в честь типа плаща, который носили средневековые воины. Считается, что самый известный плащ носил покровитель Грузии Святой Георгий, когда, согласно легенде, явился, чтобы привести грузинскую армию к победе. На гербе батальона есть слово «Шавнабада» на латинице, символ батальона грифон и число «13».

## История
Легкий пехотный батальон «Шавнабада» был создан после провозглашения независимости Грузии от СССР в 1991 году. Он участвовал в боях в Абхазии в ходе войны 1992-1993 годов, проведении морского десанта в Гагры с Чёрного моря.
В 2003 году батальон участвовал в программе подготовки и оснащения от Корпуса морской пехоты США. В дальнейшем, более 90 процентов солдат служили в Ираке (Иракская война) в 2005 году в составе 3-й пехотной дивизии армии США в Зелёной зоне Багдада. Ветераны этой дислокации в Зеленой зоне Багдада в составе 3-й пехотной дивизии армии США носят нашивку дивизии 3ID на правом плече.
Многие военнослужащие батальона также участвовали в боевых действиях в Южной Осетии в октябре 2004 года. С 2010 по 2011 годы батальон служил в составе грузинского военного контингента ISAF в Гильменде, Афганистан.